# درک مطلب

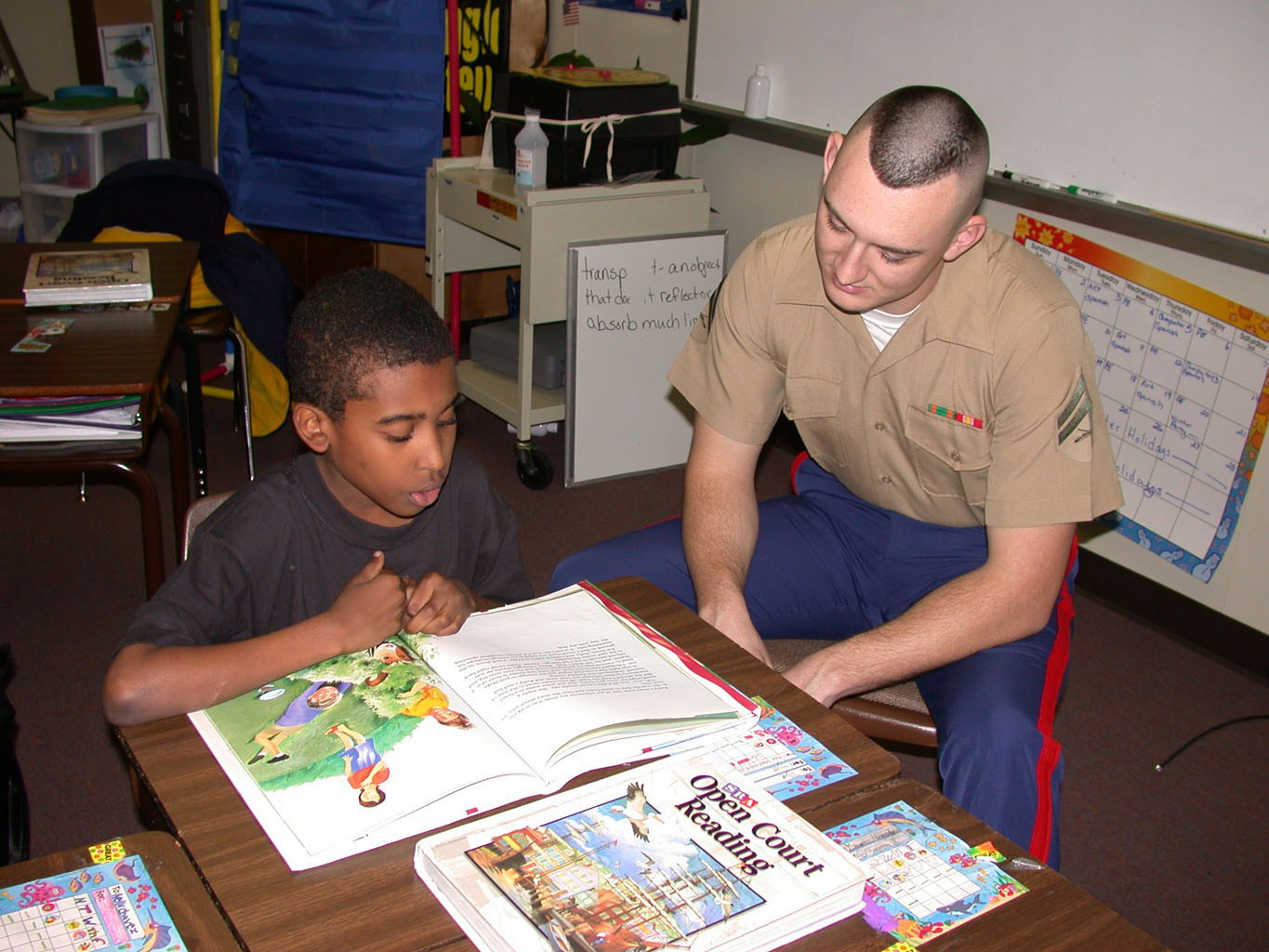
سرباز نیروی دریایی آمریکا به کودک یاری می‌رساند تا مهارت درک مطلب خود را بهبود بخشد

درک مطلب توانایی خواندن متن، پردازش آن و فهم معنایش است. درک مطلب خود وابسته به مهارت‌های دیگر از جمله تشخیص واژگان است. صرف زمان زیاد برای خواندن واژه‌ها می‌تواند در فرایند درک مطلب تداخل ایجاد نماید.